# Gaston Méry
Ne doit pas être confondu avec Gaston Méry (explorateur).
Gaston Méry, né le 20 avril 1866 à Sens (Yonne) et mort le 15 juillet 1909 à Paris, est un journaliste, écrivain et homme politique nationaliste français.
Nationaliste, antisémite, antiméridionaliste et collaborateur d'Édouard Drumont, Gaston Méry est le rédacteur en chef du journal antisémite La Libre Parole. Il popularise l'usage du terme « racisme » dans son roman Jean Révolte.

## Biographie
Né à Sens, le 20 avril 1866, d'Amédée Méry, marchand mercier, il y fait des études classiques au collège de Sens. Après son service militaire, il retarde ses études de droit, à cause de la ruine de ses parents. Tout en occupant les fonctions de maître-répétiteur à l'école Monge à Paris (il remplace Georges Le Veillé à ce poste), il suit les cours de la Faculté de Droit, où il est reçu licencié en 1889. Il travaille ensuite pour l'Assistance publique avant de démissionner le 20 avril 1892, ayant été nommé rédacteur à La Libre Parole, le jour-même de sa fondation par Édouard Drumont.
Comme journaliste, son œuvre est polémique et lui vaut plusieurs poursuites judiciaires et duels, en particulier avec Laffon. Dans La Libre Parole, il prend la défense de Jean-Baptiste Bidegain, attaqué médiatiquement durant l'Affaire des fiches.
Pendant l'Ère des attentats (1892-1894), il tente d'intervenir pour obtenir le pardon d'Auguste Vaillant, le militant anarchiste responsable de l'attentat de l'Assemblée nationale et se rend chez l'abbé Lemire avec Sidonie Vaillant, sa fille, pour obtenir son soutien, mais celui-ci reste impassible et inflexible, ce qui le marque,.
Sa revue, L'Écho du Merveilleux, fondée en 1897, cherche à recueillir des faits qui auraient permis d'asseoir le spiritisme et le surnaturel sur une base rationnelle. Elle cherche aussi très souvent à prouver par des faits la vérité des dogmes catholiques et consacre, par exemple, plusieurs numéros à authentifier les apparitions mariales de Marie Martel à Tilly-sur-Seulles.
En 1900, il est élu sur un programme antisémite, comme représentant du faubourg Montmartre, au Conseil municipal de Paris, où il siègera jusqu'en 1909.
Gaston Méry est mort le 15 juillet 1909, après avoir souffert d'une phlébite fatale pendant trois mois.

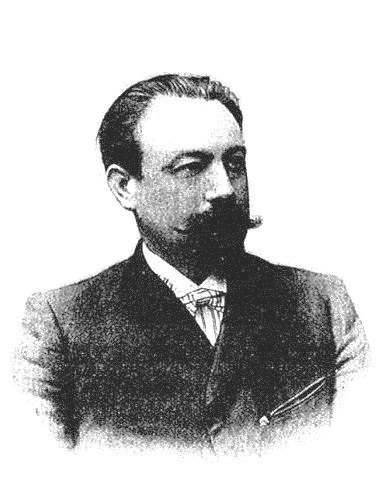
Gaston Méry en 1909.

## Vulgarisateur du mot «racisme»
Dans son roman Jean Révolte, paru en 1892, Méry développe une certaine idée de ce qu'il nomme le « racisme », à l'époque un néologisme. Dans leur conception de la race, les antisémites français posaient alors la question de leur propre identité raciale. Méry y répond en revendiquant une appartenance à une soi-disant « race celtique » et, de fait, s'opposera aux méridionaux qu'il identifie à une « race latine ». C'est donc la volonté de renouer avec les racines de cette « race celtique » que Méry appelle le « racisme ».
Cette vision inspirera d'autres théories racialistes, dont celles de Maurice Barrès et Serge Sculfort de Beaurepas.

## Œuvres
- L'École où l'on s'amuse, Paris, Albert Savine, 1890.
- Jean Révolte, roman de lutte, Paris, E. Dentu, 1892.
- La Voyante de la rue de Paradis et les apparitions de Tilly-sur-Seulles, Paris, E. Dentu, 1896.
- La Voyante et les maisons hantées, Paris, E. Dentu, 1896.
- La Voyante et ses détracteurs : Nouveaux prodiges dans le Calvados, Paris, E. Dentu, 1896.
- Les Mémoires de Vacher, le tueur de bergères, Librairie des publications populaires, 1897-1898.
- Loubet-la-Honte, I: Son caractère, ses débuts, sa fortune, Paris, Librairie antisémite, 1899.
- Loubet-la-Honte, II: Les conventions scélérates, le Panama, Dreyfus, Paris, Librairie antisémite, 1900.
- Un complot maçonnique: La Vérité sur Diana Vaughan, Paris, Blériot.

### Préface
Bon de Novaye, Ce qui va nous arriver: Guerre et révolution d'après 45 prophéties anciennes et modernes, préface de Gaston Méry, Paris, Chamuel, 1896, p. 155.